# Dickson (Rússia)

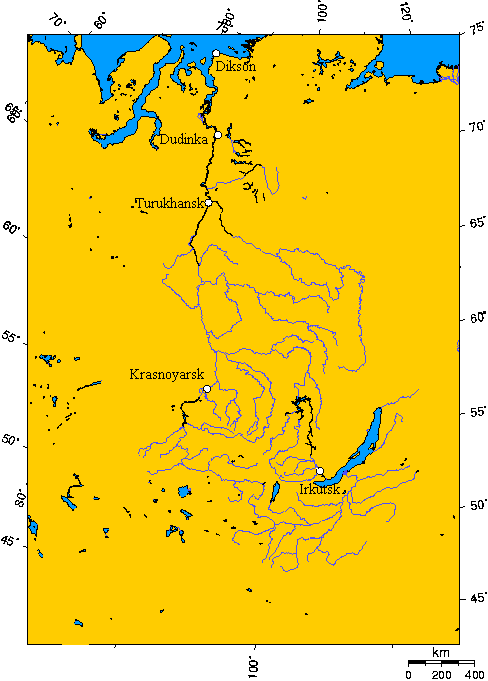
La conca del riu Ienisei, el llac Baikal i els assentaments de Dickson, Dudinka, Turukhansk, Krasnoiarsk, Irkutsk

Dickson (en rus: Диксон) és una ciutat tancada del krai de Krasnoiarsk. El nom d'aquesta ciutat deriva del cognom d'un explorador suec Oscar Dickson. Està ubicada a la costa del Mar de Kara, a la Península de Taimir. Dickson és el port més al nord de Rússia i un dels assentaments més septentrionals del món.
L'assentament es va fundar el 1915 en part en una illa propera (també anomenada Dickson) i en part en el continent. Informalment els seus habitants la coneixen com la capital de l'àrtic. Des de 1916 es va constituir una Estació polar essent encara un centre radiometeorològic i un observatori geofísic.
La població estimada el 2008 era de 690 habitants amb una gran caiguda de població després de la dissolució de la Unió Soviètica, doncs respecte del cens de 1985 quan hi vivien unes 5.000 persones, i pràcticament s'ha convertit en una ciutat fantasma.

## Clima
El clima és de tundra. Les temperatures mensuals mitjanes són negatives els mesos que van d'octubre a maig. La mitjana màxima és a l'agost amb +4.6 °C. La temperatura mitjana anual és de –12 °C.
Per estar situada per sobre del cercle polar àrtic, té un període amb el sol sempre per sobre de l'horitzó que va des del 5 de maig fins al 10 d'agost. Com a contrapartida té un altre període fosc, de nit polar, amb el sol que queda per sota de l'horitzó (i també sense llum crepuscular), que abasta del 8 de desembre al 5 de gener.